# Euselasia anadema
Euselasia anadema är en fjärilsart som beskrevs av Hans Ferdinand Emil Julius Stichel 1927. Euselasia anadema ingår i släktet Euselasia och familjen Riodinidae. Inga underarter finns listade i Catalogue of Life.